# Buell XB9
La Buell XB9 è una motocicletta prodotta dalla casa motociclistica statunitense Buell dal 2002 all'ottobre 2009.

## Descrizione

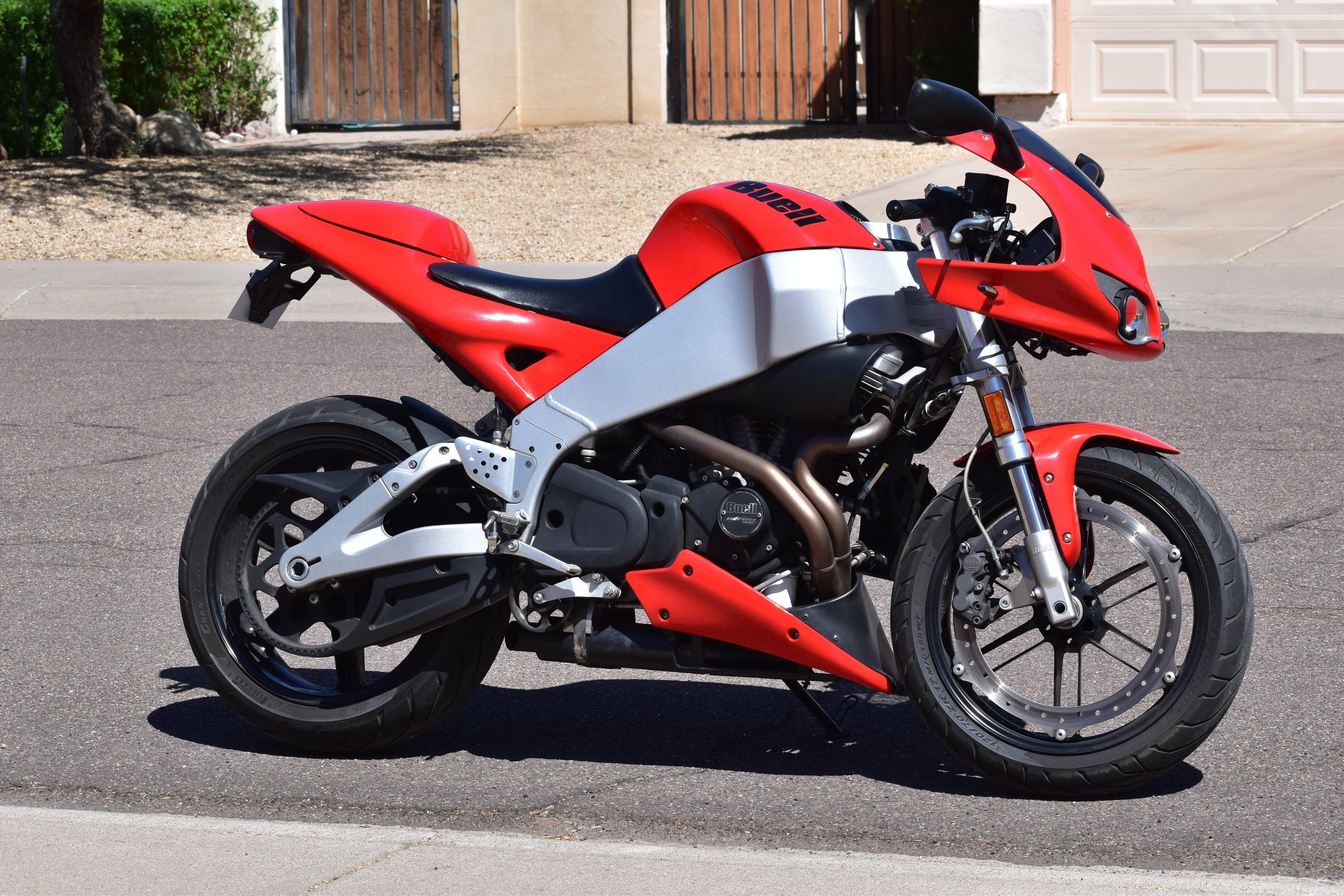
XB9R

È alimentata da un motore a quattro tempi bicilindrico a V di 45° di origine Harley Davidson, dalla cilindrata totale di 984 cm³, raffreddato ad aria e olio e rapporto di compressione 10:1. La lubrificazione è a carter secco, lo scarico passa sotto il motore con schema 2 in 1. La distribuzione avviene tramite due valvole comandate da aste e bilancieri avente alzavalvole idraulico e compensazione gioco valvole idraulica. Ad alimentarla c'è un sistema a iniezione elettronica di carburante, con corpo farfallato da 45 mm. Il propulsore è coadiuvato da un cambio a 5 velocità che scarica la potenza attraverso una trasmissione finale a cinghia dentata.

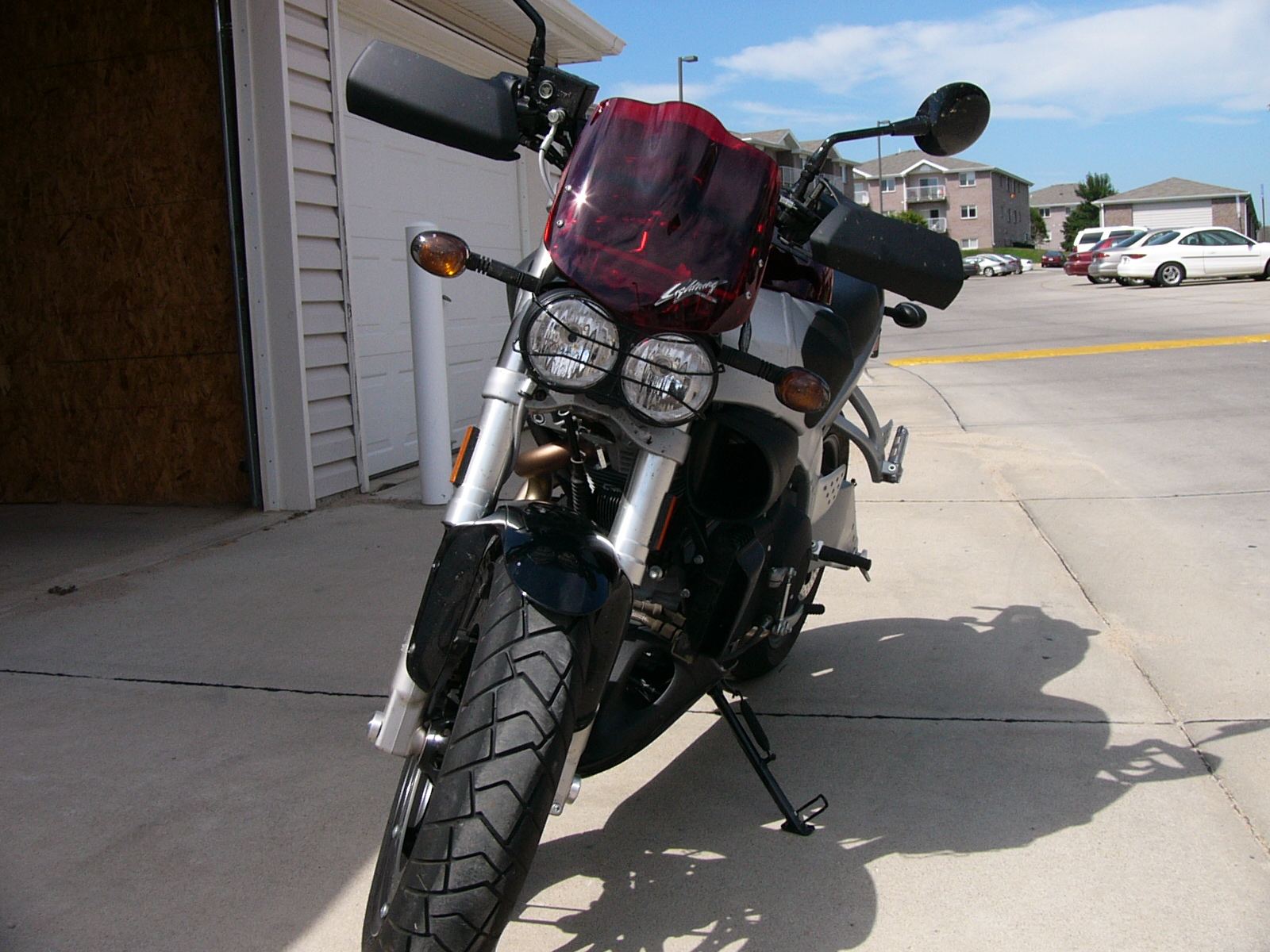
XB9SX

A differenza dei modelli della serie Buell XB12 introdotti nel 2004 che hanno una cubatura del propulsore più grande di 219 cm³, il motore ha una corsa leggermente più corta. Ciò conferisce alla XB9 un maggior regime di rotazione, superiore di circa 1000 giri/min.
Nel 2002 è stata introdotta la prima evoluzione della moto, la Firebolt XB9R, una versione con semi carenatura.
Successivamente è arrivata la 'Lightning XB9S, versione naked con il cupolino piccolo e il telaio posteriore più corto, ispirato ai precedenti modelli S1 Lightning e X1 Lightning.
A fine 2004 è arrivata la Lightning CityX XB9SX, versione con elementi in stile motocross (manubrio, paramani, griglia protettiva posta sul faro) e motore da 92 CV a 7500 giri/min.